# 擦文時代

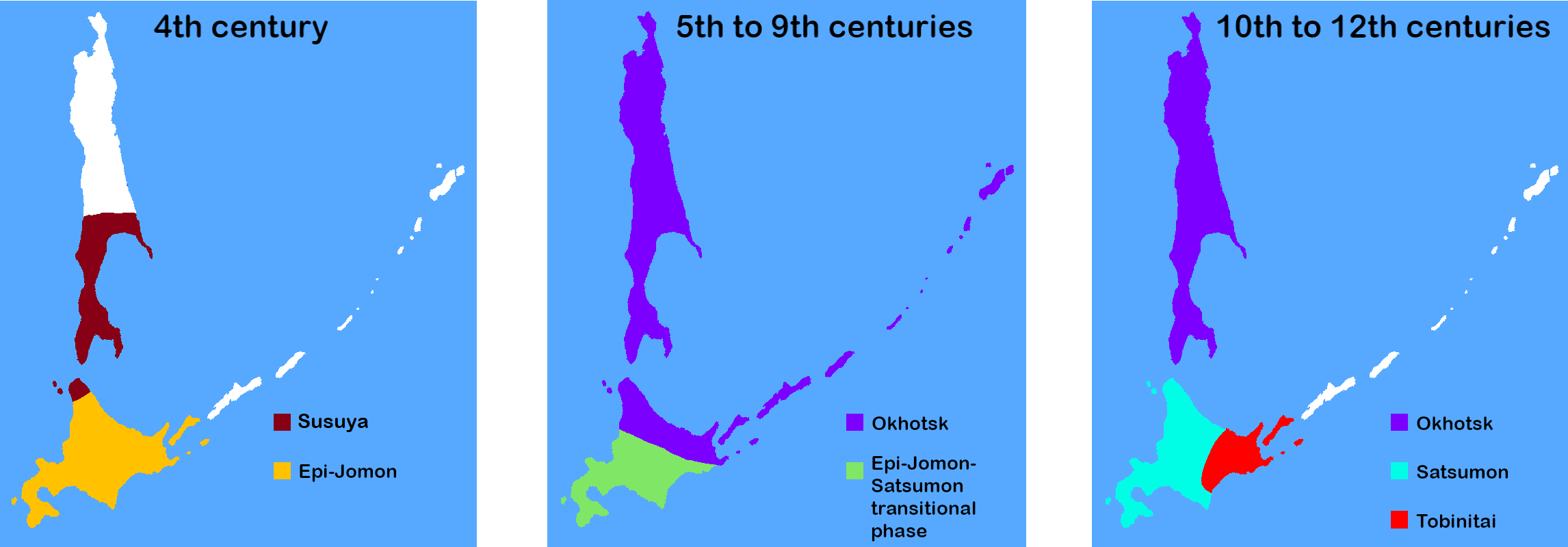
北海道、樺太の時代による文化変遷の図。4世紀は北海道全域が続縄文文化、樺太はオホーツク文化の前段階とされる「鈴谷文化」。5世紀は北海道の大半が続縄文から擦文への転換期。オホーツク海沿岸に樺太、千島列島はオホーツク文化。10世紀から12世紀は北海道の大半が擦文文化でオホーツク文化人は樺太に撤退、根室、釧路地方にはトビニタイ文化が成立

擦文時代（さつもんじだい）は、北海道周辺の歴史のうち、7世紀ごろから13世紀（飛鳥時代から鎌倉時代後半）にかけて、擦文文化が栄えた時期を範囲とする時代区分。本州方面の土師器の影響を受けた擦文土器を特徴とする（青苗文化も参照）。後に土器は衰退し、煮炊きにも鉄器を用いるアイヌ文化に移行した。（詳細は「蝦夷#蝦夷（えみし）」の項を参照）。
なお、9世紀（平安時代前期）までの北海道では、擦文文化と並行して、異なるオホーツク文化が北海道北部から東部のオホーツク海沿岸に広がっており、その後13世紀（鎌倉時代後期）までは、その系譜を継ぐトビニタイ文化が北海道東部を中心に擦文文化圏と隣接していた。トビニタイ文化はオホーツク文化に擦文文化が採り入れられたものだが、後期には擦文文化との違いが小さくなったため、トビニタイ文化を擦文文化に含める考えがある。

## 時代と分布
擦文土器の使用の始まりは、6世紀後葉から7世紀はじめ（飛鳥時代に相当）にあり、ここから擦文時代が始まる。前代の続縄文時代には、土器に縄目の模様が付けられたが、擦文時代には表面に刷毛目が付けられた。これは土器の表面を整えるため木のへらで擦ってつけたものと考えられており、擦った（こすった）文様が、「擦文」の名の由来である。
この土器の表面調整技法は同時期の本州方面の土師器にも使用されており、この点にも土師器からの強い影響が窺える。土器型式では北大Ⅱ式までは続縄文土器であり北大Ⅲ式から擦文土器に含まれる。擦文土器は前代の続縄文土器の影響が残る時期のもの（6-7世紀、飛鳥時代）、土師器の影響を最も強く受け東北地方の土師器に酷似する時期のもの（7世紀後半 - 8世紀、奈良時代ころ）、擦文文化独特の土器に刻目状の文様が付けられる時期（9世紀、平安時代前期以降）のものに大別される。独特の刻目状の文様の土器を狭義の擦文土器とする研究者も存在する。
擦文文化からアイヌ文化への移行についてははっきりしたことがわかっていない。これは、確認された遺跡の数の少なさと共に、土器が消滅して編年が困難になったせいでもある。11世紀から13世紀（平安時代後期から鎌倉時代後半）に終末を迎えたようである。
分布は現在の北海道を中心とする地域であるが、10世紀から11世紀にかけて（平安時代中期）青森県地方を中心とする北緯40度以北に擦文文化圏が広がったとする見解が複数の研究者から指摘されている。

## 生活

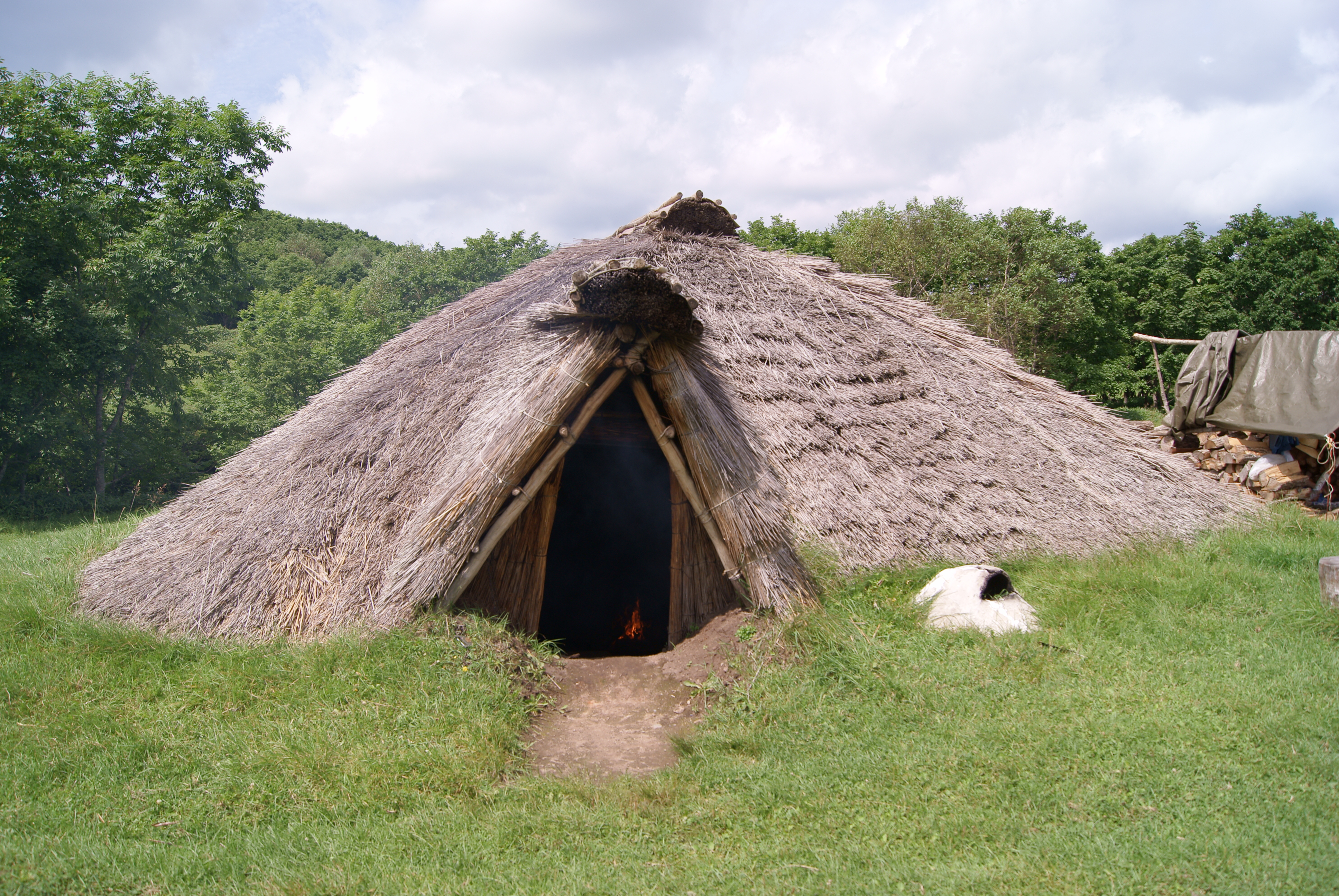
北海道釧路市北斗遺跡に復元された、擦文時代の竪穴建物。

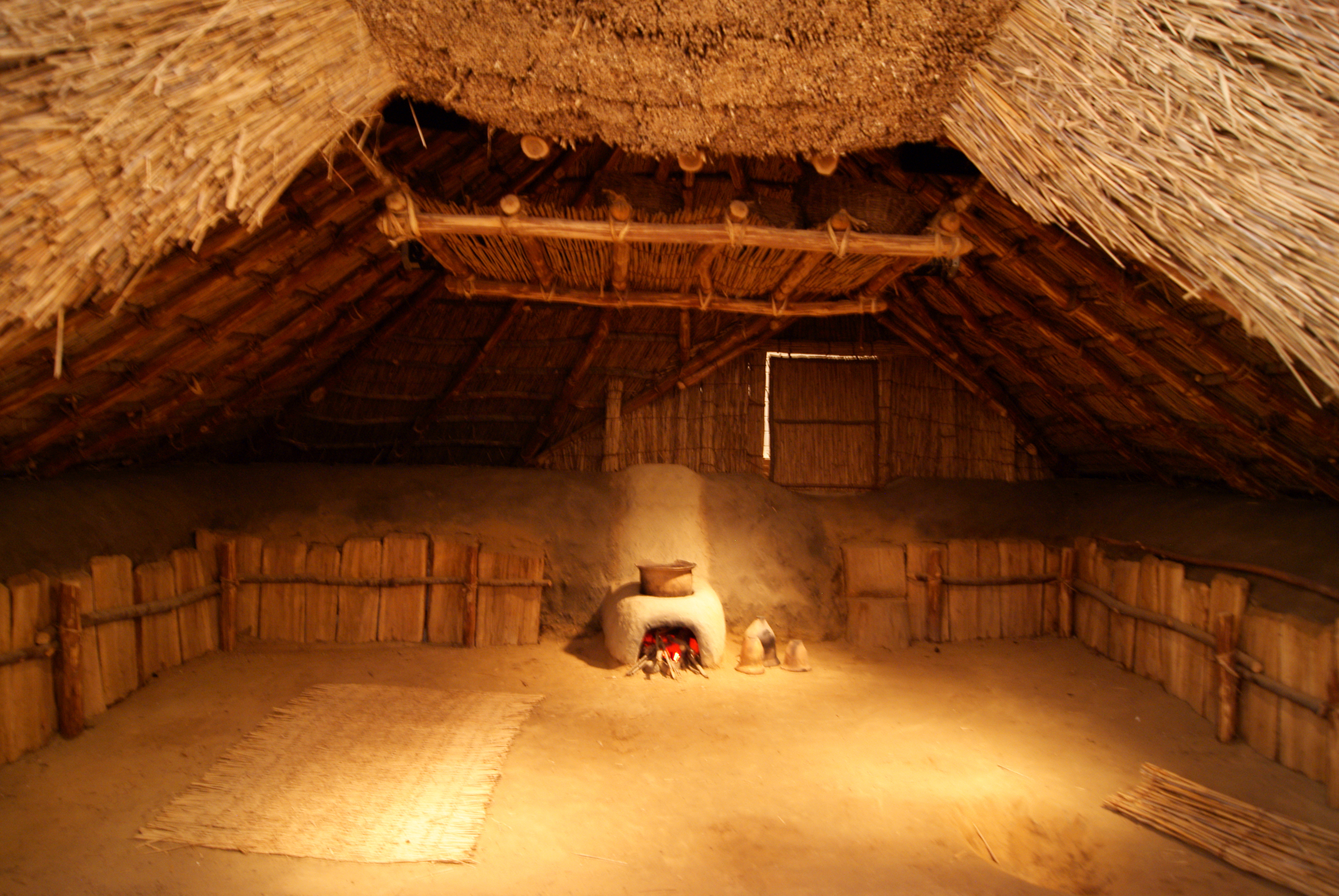
史跡北斗遺跡展示館の復元建物の内部。方形の竪穴住居の一隅に、煙道付きのカマドが設けられている

擦文時代の集落は、狩猟や採集（狩猟採集社会）に適した住居の構え方をしていた。たとえば、秋から冬にかけてサケ、マスなどの獲物をとる時期には、常呂川や天塩川などの河口の丘陵上に竪穴建物の大集落、つまり本村を構え、他の時期には、狩猟などを営む分村として、川の中流より奥に集落を作ったと考えられている。
擦文文化の人々は、河川での漁労を主に、狩猟と麦、粟、キビ、ソバ、ヒエ、緑豆などの栽培植物の雑穀農耕から食料を得ていた。わずかだが米も検出されており、日本三代実録の記述から、それを本州方面との交易によって得ていたと考える研究者もいる。
擦文時代には鉄器が普及して、しだいに石器が作られなくなった。普及した鉄器は刀子（ナイフ）で、木器などを作る加工の道具として用いられたと考えられている。他に斧、刀、装身具、鏃、釣り針、裁縫用の針など様々な鉄製品が用いられた。銅の鏡や中国の銅銭も見つかっている。これら金属器は主に本州方面との交易で入手したが、北方経由で大陸から入ってきたものもあった。製鉄は行わなかったと見られるが、鉄の加工（鍛冶）の跡が検出されている。また青森県五所川原市の五所川原窯（須恵器生産地の北限）で作られた須恵器が北海道各地から出土している。
擦文文化の人々は方形の竪穴建物に住み、川のそばに大小の集落を作って暮らしていた。前代の続縄文時代後半の住居は検出された例が極めて少なく、実態は不明である。擦文文化の竪穴建物には日本本土の古墳時代の住居同様、煙道付きのカマドが設けられている。だが後のアイヌ文化期に、カマドは使用されなくなった。
伸展葬の土坑墓が一般的な埋葬形態である。8世紀後半から9世紀（奈良時代から平安時代前期）には、北海道式古墳と呼ばれる小型の墳丘墓が石狩低地帯（石狩平野西部と勇払平野）に作られた。東北地方北部の末期古墳と類似しており、東北地方北部との多様な交流関係が窺える。
一方で10世紀半ばから12世紀はじめ（平安時代中期から平安時代後期）にかけて、北東北地方から樺太にかけて環濠集落・高地性集落が多数見られることから、これを防御性集落とし、「えみし（蝦夷）」から「えぞ（蝦夷）」への転換時期とする見解が出されている。

## 文献史料
北海道周辺の擦文時代は、日本本土の飛鳥時代から鎌倉時代後期にかけての時期に相当する。『日本書紀』にある7世紀後半（飛鳥時代）の阿倍比羅夫の航海をはじめとして、六国史には渡島（わたりしま）の蝦夷（えみし）との交渉記事が多数ある。渡島の所在をめぐってはこれまで諸説あったが、近年では北海道とみなしてよいとする意見が多い。もしその通りだとすると、渡島蝦夷は擦文文化の人々ということになる。

## 見学可能な遺跡等
- 常呂遺跡 - 国の史跡。北海道最大規模の遺跡で、擦文文化のものに混じってオホーツク文化の住居跡も検出されており、特異な存在。周辺は「ところ遺跡の森」として整備されており、附近には旧石器時代からアイヌ文化のものまで数多くの遺跡が散在している。ワッカネイチャーセンターへも近い。（北見市による紹介）
- 北斗遺跡 - 国の史跡。釧路湿原西側（釧路市湿原展望台の南側）にあり、釧路湿原を望む高台に縄文・続縄文時代のものとともに擦文時代の住居跡が検出されており、そのうち6棟が復元されている。また、釧路湿原展望台へ至る道道53号から少々入ったところに史跡北斗遺跡展示館があり、住居の模型とともに続縄文・擦文時代の解説や出土品の展示があるほか、ここから木道伝いに復元住居（「擦文の村」）へ行くことができる。復元住居は湿原遊歩道（鶴井軌道跡）からも近く、また釧路市湿原展望台とも木道で結ばれている。（釧路観光協会による紹介）
- 標津遺跡群 - 国の史跡（伊茶仁カリカリウス遺跡）。縄文期から擦文期の遺跡で、天然記念物に指定されている標津湿原と合わせて「ポー川史跡自然公園」として整備されている。歴史民俗資料館及び「開拓の村」を併設。（標津町による紹介）
- オムサロ遺跡公園 - 北海道指定史跡。紋別市の国道近くの丘陵地帯にある。縄文期からアイヌ期にかけての遺跡で、擦文時代の村が再現されている。